# قلعه کارپات‌ها
قلعه کارپات‌ها یا با نام دیگر قلعه مرموز (به فرانسوی: Le Château des Carpathes) عنوان رمانی است از نویسنده مشهور فرانسوی ژول ورن که در سال ۱۸۹۳ منتشر گردید. داستان در مورد قلعه ای در رومانی است که اهالی آن منطقه فکر می‌کنند قلعه توسط اشباح تسخیر شده است و تصمیم می گیرند چند نفر را به آنجا بفرستند تا سر و گوشی به آب دهند. اما هنگامی که می خواهند وارد قلعه شوند ....
این ایده مطرح است که احتمالاً ژول ورن با دیدن ویرانه‌های قلعه دوین نزدیک براتیسلاوا در طول سفر خودش با قایق به رودخانه دانوب ایده طرح این رمان را در ذهنش پرورش داده باشد.
احتمال داده می‌شود که برام استوکر از این رمان ژول ورن برای نوشتن رمان خودش موسوم به دراکولا در سال ۱۸۹۷ از این رمان ژول ورن الهام گرفته باشد.

## شرح داستان
ترانسیلوانیا بخشی از کشور رومانی است و در جنوب و شرق رشته کوه‌های کارپات واقع است. در یکی از روستاهای واقع در ترانسیلوانیا به نام وِرست، ماجراهای مرموزی در حال وقوع بود. روستاییان معتقد بودند که شیطان قلعه قدیمی روستا را که به قلعه کارپاتها معروف بود، تسخیر کرده‌است و آنجا خانه اشباح است و به همین دلیل هم کسی جرئت نزدیک شدن به آن را نداشت و هر گاه کسی برای رفع حس کنجکاوی تمایل به نزدیک شدن به قلعه را داشت به شکل اسرار آمیزی ناپدیده می‌شد. یک مسافر به نام کنت فرانس دو تیلک که به‌طور اتفاقی به روستا آمده است، شیفته داستانهای اسرارآمیز مربوط به قلعه می‌شود و تصمیم می‌گیرد به قلعه برود و در این مورد تحقیق کند. کنت فرانس پس از تحقیقات اولیه در می‌یابد که صاحب قلعه شخصی است به نام بارون رودلف از خاندان ویورا که سالها قبل در ناپل، رقیبِ عشقی او بوده است و …